# 田村利七
田村 利七（たむら りしち、1848年（嘉永元年3月）- 1911年（明治44年）12月13日）は、明治時代の実業家。東京紡績社長。

## 経歴
酒問屋・宮島義右衛門の子として江戸深川に生まれ、のち田村家の養嗣子となる。1871年（明治4年）三井御用所に入り、1876年（明治9年）三井銀行横浜支店長となる。その後、小津清左衛門、長谷川次郎兵衛、西川庄六らと共に深川区東大工町に、1886年（明治19年）東京紡績（ユニチカの前身のひとつ）を設立し社長となった。1903年（明治36年）清の視察を経て南千住町橋場に新工場を建設した。

## 親族
- 三男：田村謹寿（東京紡績取締役）[5]　岳父は橋本喜助 (1859年生の実業家)
- 娘：セイ（1887年生）夫は宮島清次郎。夫婦で利七の生家である宮島家を継いだ。
- 娘：高（1896年生）夫は成瀬達。成瀬家を通じて、弘世現、子爵海江田信義らと親戚。
- 岳父：三野村利左衛門（実業家）[3]